# Síl Muiredaig
Le  Síl Muredaig ou Síol Muiredhaigh (anglicisé en Síl Murray) issu des  Uí Briúin Aí et implanté dans la région dans l’actuel comté de Roscommon en Irlande est le domaine et le nom dynastique adopté par les  descendants de Muiredach Muillethan roi de Connacht mort vers 700.
Selon les généalogies de Geoffrey Keating les septs issus Sil Muiredaig comprennent: Ua Flannagain (O'Flanagan), Ua Maoilbhreanainn (o' Mulrennan) ,Ua Maoilmhoicheirghe (Mac Dockery ?) Ua Birn (O' Beirne) Ua Fallamhain (O' Fallon) Mc Shamhradhain (Mac Govern)  Ua Coincheanainn (O' Concannon) Mac Oireachtaigh (Mac Geraghty) Mac Diarmada (Mac Dermot) Mac Maghnusa (Mac Manus) Ua Gealbhuidhe (O' Gilboy ?) et Ua Conchobair (O'Connor). les généalogies de MacFirbis mentionnent également le sept Ua Lachtnain (O' Laughnan)  comme appartenant au Síl Muredaig.

## Généalogie
Muirigiusa m. Tomaltaig m. Murgaile m. Inrechtaich m. Muiredaich (l'éponyme) ̟ (mort en 702) m. Muirgiusa (= Fearghus) m. Rogallaich m. Fhuatach m. Áeda Abrat m. Echdach Tirmcharna m. Fergusa m. Muiredaich Máil m. Éogain Srein m. Duach Galaich m. Briain (éponyme des Uí Briúin) m. Eochaid Mugmedón m. Muiredaich Thírig m. Fíachu Sraiptine m. Cairbre Lifechair m. Cormac Mac Airt m. Art Óenfer m. Conn Cétchathach.

## Sources
- (en) Francis John Byrne, Irish Kings and High-Kings, Londres, Batsford, 1973 (ISBN 0-7134-5882-8), p. 300 Tableau 20
- (en) T.W Moody, F.X. Martin, F.J. Byrne A New History of Ireland IX Maps, Genealogies, Lists. A companion to Irish History part II . Oxford University Press réédition 2011  (ISBN 9780199593064) Kings of Connacht to 1224 p. 138.
- (en) Edel Bhreathnach (Ouvrage collectif sous la direction ) The Kingship and landscape of Tara, Four Courts Press (Dublin 2005)  (ISBN 1851829547) Table 1 p.  340-341 The Legendary Connachta & Table 2 p. 342-343 Historical Connachta et early Ui Neill.
- (en) Donnchadh Ó Corráin, Ireland before the Normans, Dublin, Gill & Macmillan, 1972, p. 178 Uí Briúin Ái (Síl Muiredaig)  Kings of Connacht, 702-925
- (en) Donnchadh Ó Corráin, Ireland before the Normans, Dublin, Gill & Macmillan, 1972, p. 178 Síl Muiredaig (O Connor)   Kings of Connacht, 882-1198